# 神像
神像（しんぞう）は、
1. 信仰の対象となるカミをかたどった彫像、画像。多くの宗教において見られる。仏教の仏像や、キリスト教のイコンもこれに当たる。
2. 特に神道において、信仰の対象となる彫像、画像。仏像に対置する語である。本項で記述する。

神像（しんぞう）は、日本の神道におけるカミをかたどった像。神道では、古くは鏡、玉、剣がカミの依り代として崇敬されてきたが、仏教が広まると仏像の影響により、神像が制作されるようになった。ただし、仏像とは異なる特徴を持つにいたる。神仏習合の結果として、ヒンドゥー神の影響も見られ、大神神社所有の大国主大神木像（平安時代作、県指定文化財）は大黒天の姿をしている。また、一部に道教由来の神の像も見られる。
神像は木彫の坐像が多く、男神像の髪型はみずらまたは冠をかぶった衣冠装束が多く、女神像は十二単を着用しているものもある。神社に安置される神像は「ご神体」とされて一般に公開されることはあまりなく、寺院における仏像とは対照的である。
史料上の初見は、『多度神宮寺伽藍縁起資財帳』（延暦20年（801年））である。『多度神宮寺伽藍縁起資財帳』によると、天平宝字7年（763年）に神託により、満願が作ったとある。現存最古のものは、奈良・薬師寺の鎮守・休岡八幡宮の神像、あるいは、京都・松尾大社の神像と言われている。いずれも平安時代前期の9世紀のものである。

## 日本における作例

### 彫像

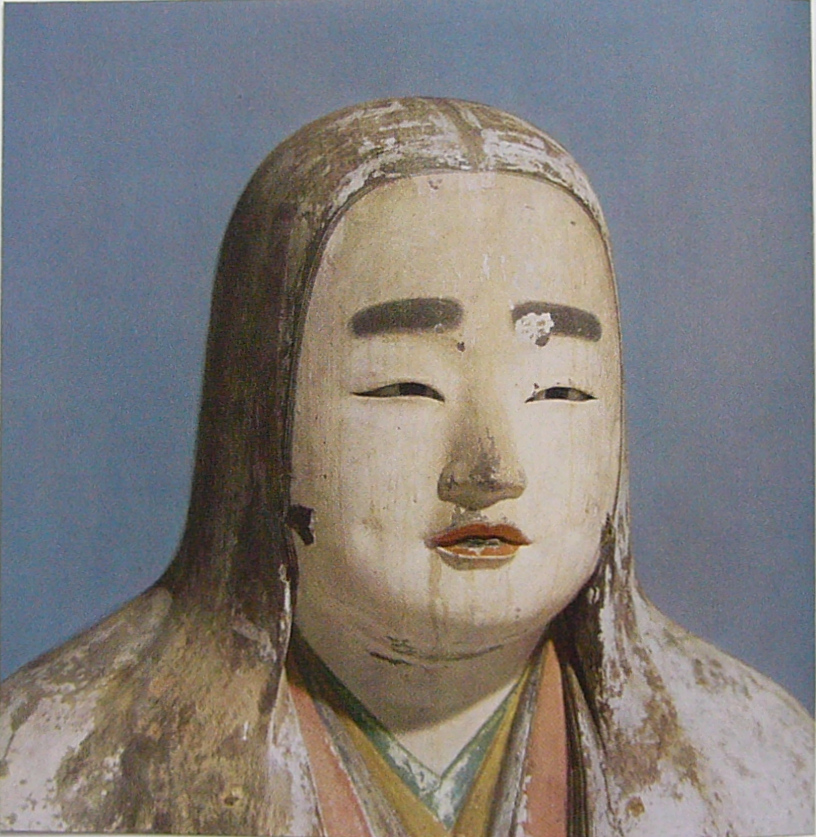
玉依姫命像

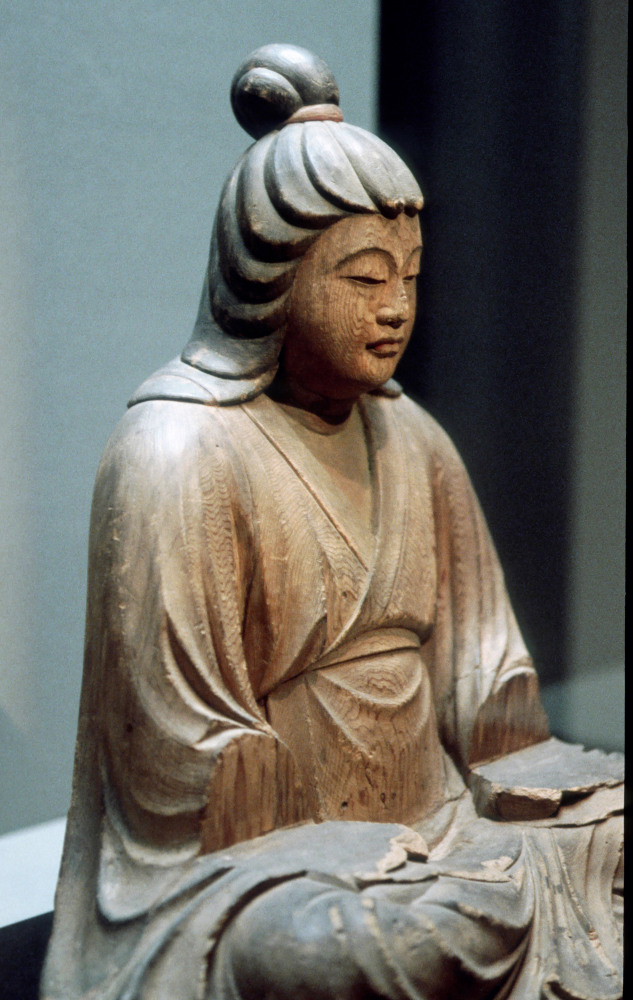
赤穴八幡宮 息長足姫 像

- 僧形八幡神像（国宝） – 東大寺勧進所八幡殿　建仁元年（1201年）快慶作。もと手向山八幡宮の神体。八幡神に菩薩の号を与え、僧形にあらわしたもの。
- 玉依姫命像（国宝） – 奈良・吉野水分神社　建長3年（1251年）作。十二単をまとい、黒髪を垂れ、ほおにえくぼをつくり、眼は玉眼とする。
- 僧形八幡神像・神功皇后像・仲津姫命像（国宝） – 奈良・薬師寺休岡八幡神社。平安時代前期作。
- 僧形八幡神像・女神像2体（国宝） – 京都・東寺鎮守八幡宮　平安時代前期作。
- 男神像2体・女神像（重要文化財） – 京都・松尾大社　平安時代前期作。
- 熊野速玉大神像・夫須美神像・家津御子大神像・国常立命像（国宝） – 和歌山・熊野速玉大社。平安時代作。
- 八幡神・息長足姫・比売神像（重要文化財） – 島根・赤穴八幡宮。嘉暦元年（1326年）作。衣冠束帯姿の男神と宋服姿の女神。

### 画像
- 男女神像 - 永仁3年（1295年）。薬師寺休岡八幡神社。男神は衣冠束帯。